# 宝宝巴士
宝宝巴士（BabyBus）是中华人民共和国的早教系列品牌，2009年成立于福建省福州市。主要產品包括宝宝巴士系列APP、动画，超级宝贝JOJO动画、故事音频等，以7岁以下儿童为目标群体。面向全球160多个国家和地区发行了12个语言版本（汉语、日语、韩语、英语、法语、德语、俄语、西班牙语、葡萄牙语、阿拉伯语、土耳其语、越南语、泰语、印尼语、印地语等）。

## 历史
2020年1季度，其产品在全球的月活跃用户数达到7500万，总用户数达到4亿。
2021年6月底，递交了招股说明书，拟上市创业板。因其过分依赖广告营收，被称为“披着启蒙外衣的互联网广告公司”。

## 轶事
宝宝巴士在2016年7月4日发布了一首叫《我会自己上厕所》的儿歌，因内容涉及厕所等内容，于2017年开始被哔哩哔哩部分UP主播恶搞。

## 争议

### 熊猫图形商标被侵权事件
在2020年1月7日，福州智永公司对其提出了无效宣告请求，认为小酒窝科技公司将福州智永公司已经公开发表并享有著作权的美术作品作为商标注册，损害了其相关权利，请求知识产权局对其做出无效处理。
第34281621号“BUQI PANDA及图”商标申请于2018年10月26日，指定使用在第35类进出口代理、市场营销等服务上，2019年7月7日商标得以核准注册，后经核准转让至小酒窝科技公司。
经审理，国家知识产权局裁定对涉案商标予以维持。认为不能认定涉案商标损害了福州智永公司主张的在先著作权。
随后，宝宝巴士向北京知识产权法院提起诉讼，北京知识产权法院认为不能认定涉案商标的申请注册损害了宝宝巴士主张的在先著作权。在诉求未获支持后宝宝巴士又上诉至北京市高级人民法院。北京市高级人民法院经审理，认定第34281621号“BUQI PANDA及图”商标的注册，构成我国商标法中“申请商标注册不得损害他人现有的在先权利”规定的情形，最终撤销了一审判决和对涉案商标予以维持的裁定。

### 在美侵权事件
2023年8月，CoComelon在与其中国竞争对手BabyBus Co. Ltd.（宝宝巴士股份有限公司）的版权诉讼中胜诉。陪审团裁决，宝宝巴士公司因盗用视频需赔偿CoComelon方2340万美元（约合人民币1.67亿元）。
据了解，Cocomelon是美国YouTube频道和流媒体节目，被英国公司Moonbug Entertainment（Moonbug娱乐有限公司）收购，并由美国公司Treasure Studio维护。Cocomelon专门制作传统童谣和原创儿童歌曲的3D动画视频。宝宝巴士公司成立于2009年，总部位于福建，于2019年开通了Super JoJo频道，是专注打造儿童启蒙数字产品的APP。
2021年8月，Moonbug娱乐有限公司向美国加州北区地方法院提起诉讼，指控宝宝巴士公司制作了超级JoJo歌曲， 称这些歌曲实际上是对CoComelon歌曲的逐帧复制。Moonbug指出了相同或几乎相同的歌曲、角色和“逐帧”动画的例子。
2022年，Moonbug娱乐有限公司对诉状进行了修订，修订后的诉状称，超级JoJo是通过“公然抄袭CoComelon”建立的，并引用了“免费骑行”频道的“角色、设置、歌曲标题、歌词和/或图像，在这些方面宝宝巴士公司和CoComelon呈现了“惊人相似性”。比如，两个频道都播放五口之家的动画，其中包括一个角色——CocoMelon和Super JoJo，以及一系列童谣和幼儿歌曲。
宝宝巴士公司认为，Moonbug试图保护的许多元素都是非原创的，或者是该类型的固有特征，不应该被其所专有。在审判前，宝宝巴士公司承认侵犯了CoComelon的7件作品，但对其他35件作品的侵权指控提出异议。
Cocomelon的律师在一份新闻稿中表示，陪审团最终发现，宝宝巴士公司故意侵犯了Moonbug的“数十项”版权。陪审团的裁决包括“1760万美元的实际损害赔偿和未支付的利润，以及580万美元的法定损害赔偿”。